# Daphnellopsis fimbriata
Daphnellopsis fimbriata is een slakkensoort uit de familie van de Muricidae. De wetenschappelijke naam van de soort is voor het eerst geldig gepubliceerd in 1843 door Hinds.